# Elfas
Der Elfas ist ein bis 409,6 m ü. NHN hoher Mittelgebirgszug des Leineberglands im Weser-Leine-Bergland. Er liegt in den niedersächsischen Landkreisen Holzminden und Northeim. 
Der Name des Gebirgszugs leitet sich von dem niederdeutschen Wort Fast ab, das heißt eine nach zwei Seiten sich absenkende Höhe.

## Geographie

### Lage

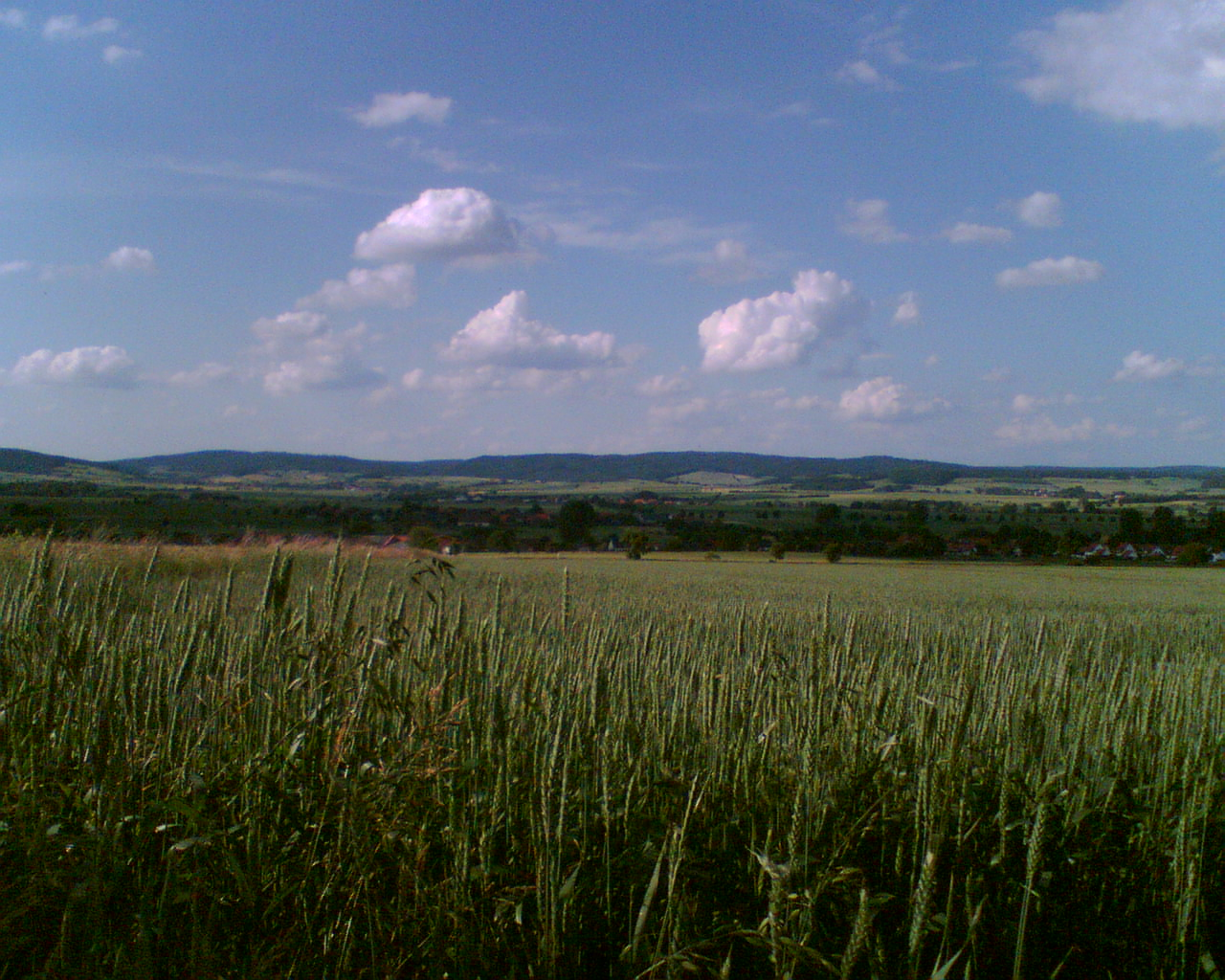
Südseite des Elfas

Der Elfas befindet sich im mittleren Teil des Leineberglands zwischen den Mittelgebirgs- und Höhenzügen Hils im Norden, Homburgwald im Westen, Hube im Osten, Amtsberge im Süd-Südwesten und Holzberg im Südwesten. 
Geologen fassen den Elfas mit dem Homburgwald und dem Vogler zur Elfas-Achse zusammen, da diese entlang einer Linie liegen.
Die Kuppen des Elfas sind mit bodensauren Buchenwäldern bestockt. Auf seine west- und nördlichen Teile reicht das Vogelschutzgebiet Sollingvorland (VSG-Nr. 4022-431; 168,85 km²).

### Naturräumliche Zuordnung
Der Mittelgebirgszug bildet in der naturräumlichen Haupteinheitengruppe Weser-Leine-Bergland (Nr. 37), in der Haupteinheit Sollingvorland (371) und in der Untereinheit Nördliches Solling-Vorland (371.0) den Naturraum Elfas (371.05). Er ist ringförmig vom Naturraum Elfasumland (371.06) umgeben.
Außerdem zählt der Gebirgszug zum Leinebergland, welches das Weserbergland nach Osten und den Harz nach Westen abdacht, aber keine nach naturräumlichen Aspekten definierte Landschaft ist.

### Berge
Zu den Bergen im Elfas gehören – sortiert nach Höhe in Meter (m) über Normalhöhennull (NHN):
| - Helleberg (409,6 m) - Ahrensberg (ca. 405 m) - Kneppelberg (386,0 m) - Birkenberg (366,4 m) - Vorwohler Berg (360,2 m) - Moosberg (344,7 m) | - Eichholzberg (341,5 m) - Döhrenberg (307,1 m) - Eimer Berg (ca. 300 m) - Kurzeberg (299,0 m) - Böhneberg (290,0 m) - Heisennacken (267,0 m) |

### Fließgewässer
Zu den Fließgewässern im und am Elfas gehören:
- Allerbach (östlicher Zufluss der Bewer)
- Bewer (nördlicher Zufluss der Ilme)
- Hillebach (nördlicher Zufluss des Krummen Wassers)
- Lenne (passiert den Elfas im Westen)

## Geologie
Der Elfas ist im Wesentlichen aus Sandsteinen der Zeit des Buntsandstein aufgebaut. Durch einen halokinetischen Vorgang, der im Paläogen bereits abgeschlossen war, wanderte die Elfasscholle in Richtung des nordöstlichen Sollings, wobei sich der gebirgsbildende Sandstein auf einer Schicht im Zechstein gebildeten Salinars bewegte. Dabei überschoben ältere, bis dahin unten liegende Gesteinsschichten zum Teil jüngere, sodass im Anschluss an Erosionsprozesse die heutige Schichtstufenlandschaft als nördliche Abgrenzung des Einbeck-Markoldendorfer Beckens entstand.

## Politische Gliederung
Das Gebiet des Elfas teilt sich jeweils etwa zur Hälfte auf die Gemeinden Dassel und Eimen auf. Zwei nordwestliche Ausläufer liegen auf Gemeindegebiet von Lenne und Wangelnstedt, die südöstlichen Ausläufer auf Gemeindegebiet von Einbeck. Die Dörfer Portenhagen und Rengershausen liegen am südlichen Fuß des Elfas. Neben Dassel (südwestlich gelegen) und Einbeck (südöstlich) sind Eschershausen (nordwestlich) und Stadtoldendorf (westlich) die umliegenden Städte.

## Verkehr und Wandern
Nördlich vorbei am Elfas führt durch Vorwohle, Mainzholzen und Eimen die Bundesstraße 64, die etwas östlich des Gebirgszugs und nördlich von Einbeck die Bundesstraße 3 kreuzt. Durch den Höhenzug führen mehrere Forst-, Reit- und Wanderwege.